# Maria Ana a Portugaliei
Infanta Maria Ana a Portugaliei (21 august 1843 – 5 februarie 1884) a fost infantă a Portugaliei, fiica cea mare a reginei Maria a II-a a Portugaliei și a regelui consort Ferdinand al II-lea al Portugaliei născut prinț de Saxa-Coburg-Gotha-Kohary.

## Biografie
După moartea mamei ei în 1853, când Maria Ana avea zece ani, ea a devenit doamna cu cel mai înalt rang de la curte, până când fratele ei mai mare, regele Pedro al V-lea al Portugaliei s-a căsătorit cu Prințesa Stephanie de Hohenzollern-Sigmaringen în 1858. Deși în primele etape de cunoaștere ale acestora, ambele cumnate au avut o relație bună, într-o scrisoare scrisă în 1859 Prințului Albert de Saxa-Coburg și Gotha, când Ștefania era deja moartă, regele Pedro menționează că sora lui a făcut comentarii neflatante în ceea ce a privit-o pe soția sa "din cauza vanității ei feminine cauzate de un statut inferior (...)".
Relația dintre cele două cumnate pare să fi avut suișuri și coborâșuri de la sosirea Stephaniei în mai 1858 și nunta Mariei Ana în mai 1859. Regina a scris despre cumnata sa: "Ea este, în toate privințele, cea care se aseamănă cel mai mult cu Pedro (...)", "Ea este o persoană fermecătoare, bună, generoasă, extrem de sensibilă pentru vârsta ei, cu nici o urmă de egoism, respectată și iubită de noi toți (...) George de Saxonia a descoperit o adevărată bijuterie. Ea este fericită și-l iubește, dar nu poate vorbi despre momentul în care își va părăsi familia fără să plângă. Ceea ce este sigur este că ea va lăsa un gol teribil în spatele ei ". Fratele Mariei Ana, Pedro, susține, de asemenea, în acest timp că sora lui este "perla din cercul familiei noastre", într-o scrisoare către Prințul Albert.

### Căsătorie
S-a căsătorit la Lisabona la Palatul Belém la 11 mai 1859 cu Prințul George al Saxoniei (1832–1904), al doilea fiu al regelui Ioan I al Saxoniei, o rudă din ramura catolică a dinastiei Wettin a tatălui ei. Regina Stephanie a încercat să organizeze o ceremonie fastuoasă dar în cele din urmă nunta a fost discretă. Mirii și-au petrecut primele zile de proaspeți căsătoriți la Palatul Belém. În timpul scurtei perioade din Portugalia, după ceremonie, Prințul George a lăsăat o impresie proastă familiei regale portugheze, el "abia a vorbit cu mireasa" și nu a participat la un spectacol de teatru la care a fost invitat. 
Cuplul a plecat spre Saxonia la 14 mai. Mariei Anna nu i s-a permis să ia doamne de onoare portugheze cu ea și a fost însoțită doar de fratele ei Luís în călătorie. Pedro al V-lea a scris următoarele cu privire la nuntă: "nunta surorii mele cu Prințul George al Saxoniei a fost sărbătorită cu mai mult fast decât cu fericire. Prințul este urmat de o soartă regretabilă, el nestârnind simpatie și de cele mai multe ori, oameni care l-au întâlnit au plecat cu o impresie proastă."
Potrivit istoricului Eduardo Nobre, mariajul nu a fost unul fericit, Prințul "nu s-a ridicat la așteptările și calitățile infantei portugheze". În ciuda problemelor lor, au avut opt copii.
Deși ea a renunțat la pretențiile asupra tronului portughez când s-a măritat, Maria Anna ar fi putut deveni regină dacă linia masculină s-ar fi sfârșit. Această situație era aproape să se întâmple în 1861, când regele Pedro al V-lea și alți doi frați ai ei au murit de febră tifoidă și fără să aibă copii. Totuși, această ipoteză a fost îndepărtată când fratele ei, regele Luís I, s-a căsătorit cu Prințesa Maria Pia de Savoia și au avut doi fii, viitorul rege Carlos I și Infantele Alfonso.
În jurul anului 1883, fiul ei cel mic, Prințul Albert al Saxoniei, s-a îmbolnăvit grav. Maria Anna l-a îngrijit timp de câteva luni până s-a însănătoșit. E posibil ca acest efort să fi fost fatal, Infanta a murit de epuizare la 5 februarie 1884, la vârsta de 40 de ani înainte ca soțul ei să devină rege.
Fratele mai mare al soțului ei, Albert, a succedat socrului ei ca rege al Saxoniei și treptat a devenit clar că el și soția lui Carola de Vasa nu mai puteau avea copii. Era de așteptat ca într-o zi fiul cel mare al Mariei Anna să urce pe tron. 